# Butry-sur-Oise
Butry-sur-Oise est une commune française située dans le département du Val-d'Oise, en région Île-de-France.
Ses habitants sont appelés les Butryots.

## Géographie

### Localisation
La commune est située sur la rive droite de l'Oise, à environ 30 km au nord de Paris. Elle fait partie du parc naturel régional du Vexin français.

### Communes limitrophes
| Valmondois      |                | L'Isle-Adam |
|                 | Butry-sur-Oise |             |
| Auvers-sur-Oise |                | Mériel      |

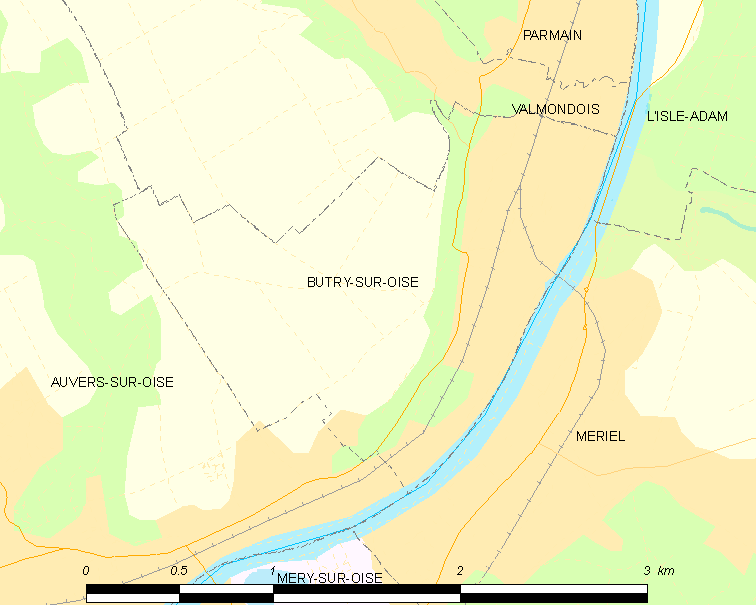
Carte de la commune.
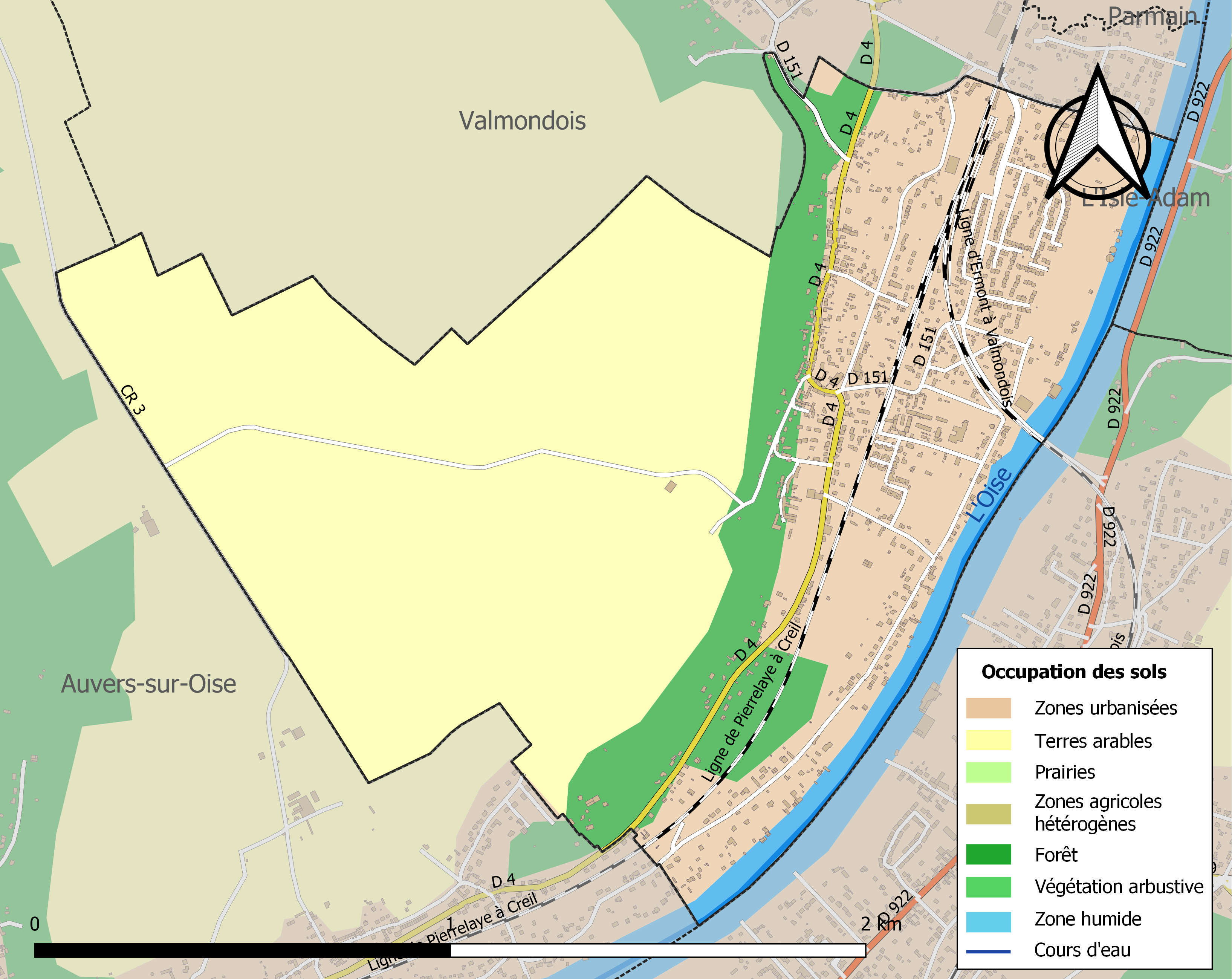
Occupation des sols.

### Hydrographie

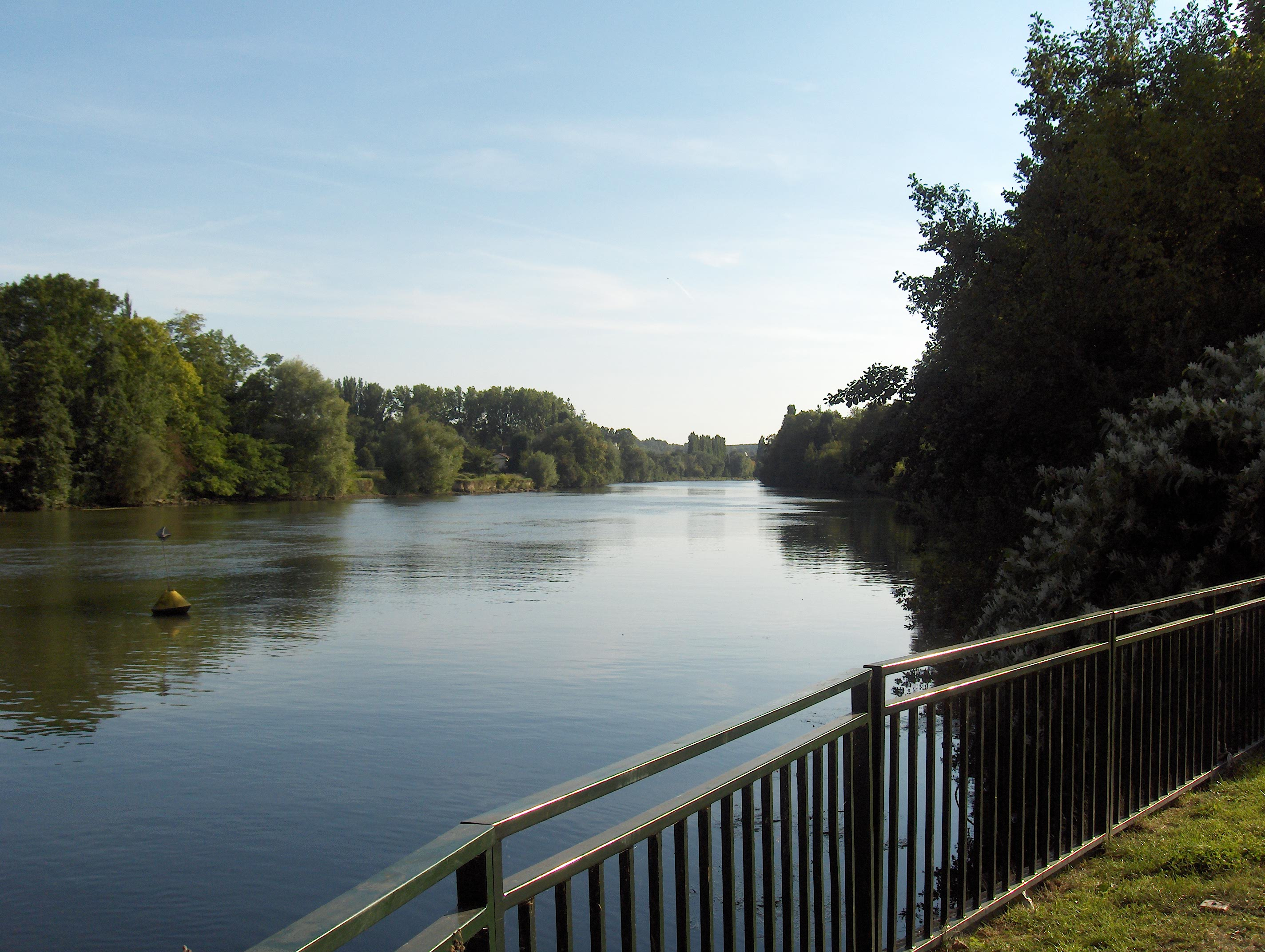
L'Oise à Butry.

Comme son nom le laisse penser, le territoire communal est limité à l'est par le lit de l'Oise, l'un des principaux affluents de la Seine.

### Climat
Pour des articles plus généraux, voir Climat de l'Île-de-France et Climat du Val-d'Oise.
En 2010, le climat de la commune est de type climat océanique dégradé des plaines du Centre et du Nord, selon une étude du CNRS s'appuyant sur une série de données couvrant la période 1971-2000. En 2020, Météo-France publie une typologie des climats de la France métropolitaine dans laquelle la commune est dans une zone de transition entre le climat océanique et le climat océanique altéré et est dans la région climatique  Sud-ouest du bassin Parisien, caractérisée par une faible pluviométrie, notamment au printemps (120 à 150 mm) et un hiver froid (3,5 °C). 
Pour la période 1971-2000, la température annuelle moyenne est de 11,7 °C, avec une amplitude thermique annuelle de 15,1 °C. Le cumul annuel moyen de précipitations est de 666 mm, avec 10,2 jours de précipitations en janvier et 7,7 jours en juillet. Pour la période 1991-2020, la température moyenne annuelle observée sur la station météorologique la plus proche, située sur la commune de Pontoise à 8 km à vol d'oiseau, est de 12,5 °C et le cumul annuel moyen de précipitations est de 666,7 mm,. Pour l'avenir, les paramètres climatiques de la commune estimés pour 2050 selon différents scénarios d'émission de gaz à effet de serre sont consultables sur un site dédié publié par Météo-France en novembre 2022.

## Urbanisme

### Typologie
Au 1er janvier 2024, Butry-sur-Oise est catégorisée ceinture urbaine, selon la nouvelle grille communale de densité à sept niveaux définie par l'Insee en 2022.
Elle appartient à l'unité urbaine de Paris, une agglomération inter-départementale regroupant 407  communes, dont elle est une commune de la banlieue,,. Par ailleurs la commune fait partie de l'aire d'attraction de Paris, dont elle est une commune de la couronne,. Cette aire regroupe 1 929 communes,.

### Occupation des sols simplifiée
Le territoire de la commune se compose en 2017 de 67 % d'espaces agricoles, forestiers et naturels, 4,66 % d'espaces ouverts artificialisés et 28,34 % d'espaces construits artificialisés

### Habitat et logement
En 2018, le nombre total de logements dans la commune était de 884, alors qu'il était de 870 en 2013 et de 778 en 2008.
Parmi ces logements, 93,2 % étaient des résidences principales, 2 % des résidences secondaires et 4,8 % des logements vacants. Ces logements étaient pour 87,4 % d'entre eux des maisons individuelles et pour 12,5 % des appartements.
Le tableau ci-dessous présente la typologie des logements à Butry-sur-Oise en 2018 en comparaison avec celle du Val-d'Oise et de la France entière. Une caractéristique marquante du parc de logements est ainsi une proportion de résidences secondaires et logements occasionnels (2 %) supérieure à celle du département (1,3 %) et à celle de la France entière (9,7 %). Concernant le statut d'occupation de ces logements, 79,8 % des habitants de la commune sont propriétaires de leur logement (84,7 % en 2013), contre 56 % pour le Val-d'Oise et 57,5 % pour la France entière.
| Typologie                                               | Butry-sur-Oise | Val-d'Oise | France entière |
| ------------------------------------------------------- | -------------- | ---------- | -------------- |
| Résidences principales (en %)                           | 93,2           | 92,8       | 82,1           |
| Résidences secondaires et logements occasionnels (en %) | 2              | 1,3        | 9,7            |
| Logements vacants (en %)                                | 4,8            | 5,9        | 8,2            |

### Voies de communication et transports

#### Transports

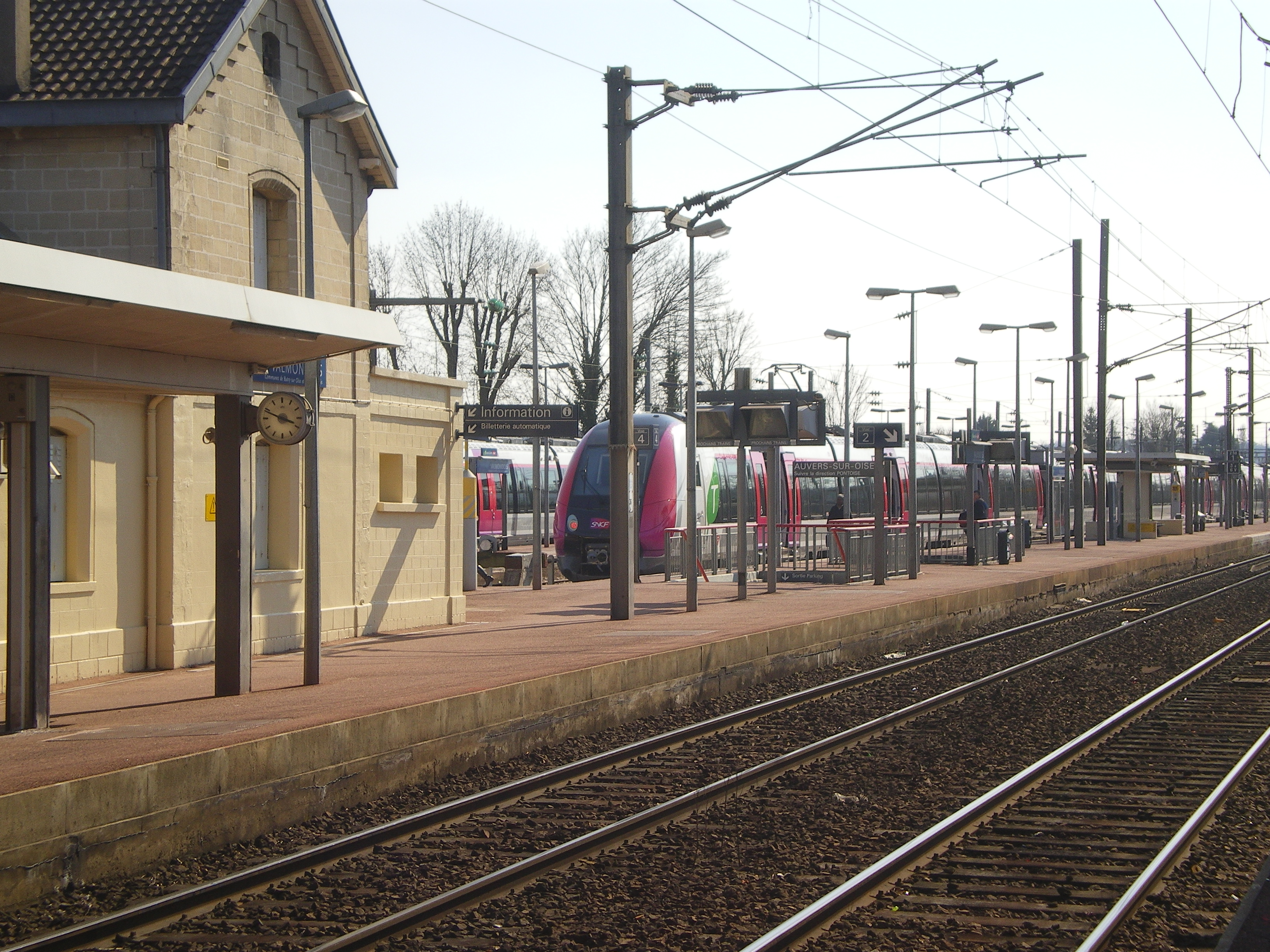
La gare en 2013.

Butry-sur-Oise est desservie par la gare de Valmondois, située sur son territoire, et par les trains de la ligne H du Transilien. La commune est également desservie par la ligne de bus 95.07 du réseau de bus du Vexin (Cergy-Préfecture - Jouy-le-Comte).

## Toponymie
La commune est créée à partir d'Auvers-sur-Oise en 1948.

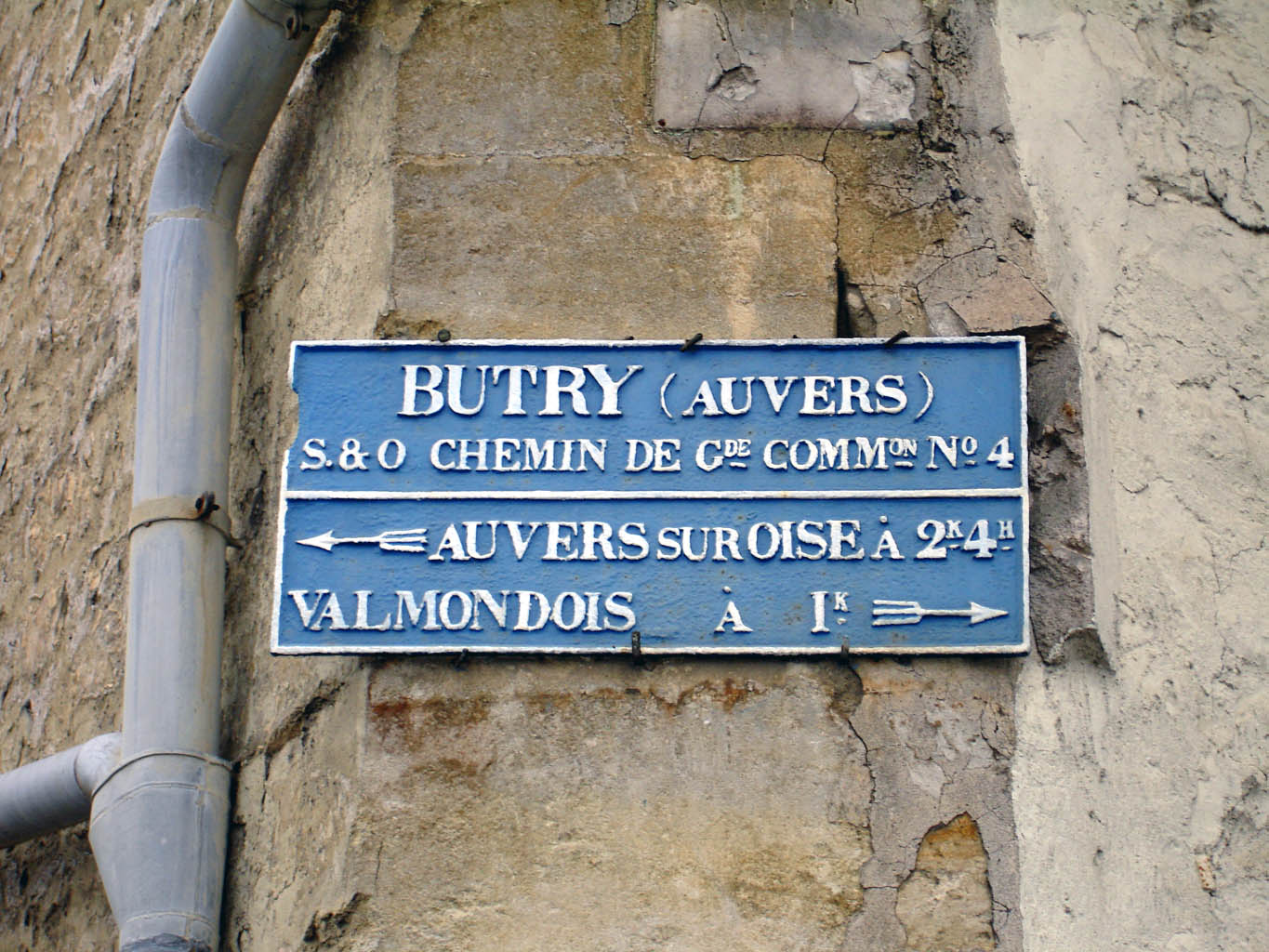
Plaque de cocher, antérieure à la séparation d'avec Auvers-sur-Oise.

Le nom de la commune vient du nom d'un notable romain, Butriacus ou Butriacum[réf. nécessaire].

## Histoire
La première mention écrite de Butry, qu'on écrivait Butery ou Buthery, se trouve dans un inventaire des biens de l'abbaye Saint-Martin de Pontoise. Le village en reste pendant longtemps la possession. Le monastère y possède alors la dîme des champs située entre Butry et Hérouville et une grange située au-dessus de Butery, avec les terres et les vignes qui en dépendent. L'abbaye perçoit également, avec le seigneur de Stors, les droits de stationnement et d'amarrage sur le rivage de Stors vis-à-vis de Butry. Le lieu est particulièrement actif et voit transiter de nombreuses marchandises à destination de Paris. En 1239, l'île de Butry, située en face de Stors, est donnée à l'abbaye du Val par Anseau de l'Isle.
Les droits de dîme sur certaines terres font l'objet d'une convention en novembre 1331 entre l'abbaye Saint-Martin et l'abbaye Saint-Vincent de Senlis. En 1522, le nom de Jean Cossart, avocat au Parlement, est cité comme seigneur du lieu.
Les habitants ont des seigneurs spéciaux et un rôle d'imposition à part, distinct de leurs voisins d'Auvers. C'est pour cela qu'ils tiennent leur assemblée indépendamment, où sont nommés les syndics et où sont délibérées les affaires en cours. Elle se tient devant la porte de l'église d'Auvers, mais séparément de celles de la paroisse d'Auvers, et à une date différente. Quand en 1704 la chapelle Saint-Claude est édifiée à Butry, l'assemblée se tient devant celle-ci évitant un long détour par Auvers. Les deux seigneuries sont séparées par la croix Hubert. Celle d'Auvers mesure 2 688 arpents, et celle de Butry 355 arpents et sept perches. Le 7 octobre 1783, le prince de Conti revend tous ses domaines dont Butry et Auvers à Monsieur, futur Louis XVIII. En 1790, Butry est rattaché à Auvers, contre la volonté de ses habitants qui demandaient la création d'une commune indépendante.

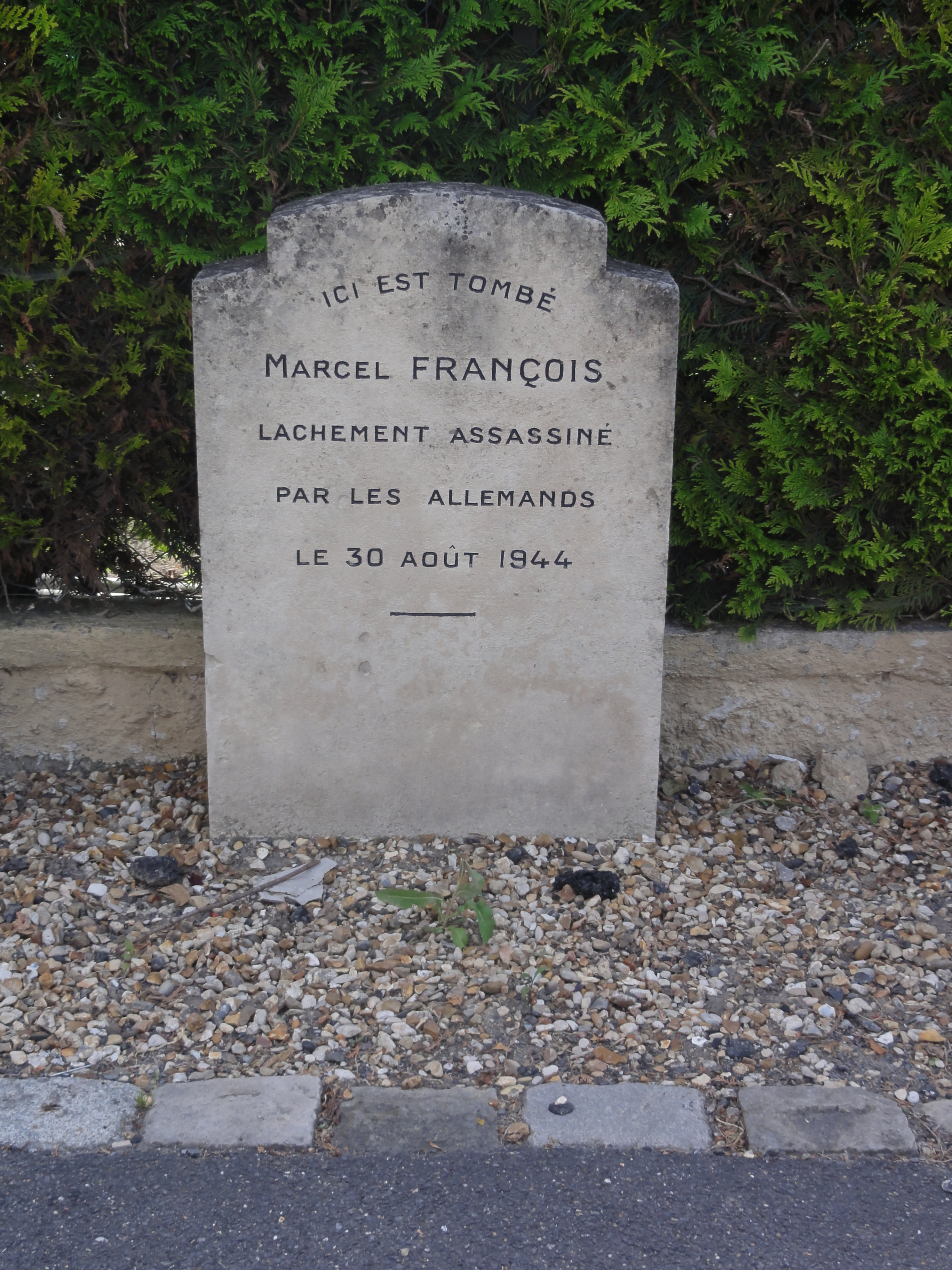
Monument à une victime civile de l'occupation nazie en 1944.

Le chemin de fer traverse la commune depuis 1846 mais la gare de Valmondois qui la dessert n'est ouverte qu'avec la ligne Ermont - Valmondois en 1876, qui est mise à double voie en 1889. L'île de Butry disparaît lors du chantier de construction du nouveau pont routier et ferroviaire de Mériel. Butry devient au XIXe siècle et début du XXe siècle un lieu de sortie des Parisiens, offrant guinguettes et activités de canotage. Elle accueille à cette époque Robert de Flers et Aristide Bruant. Une auberge fameuse, le Brochet d'Oise, a vu notamment passer durant les années folles Maurice Chevalier, Cécile Sorel (résidente de Mériel), Mistinguett (venue d'Enghien-les-Bains), Yvonne Printemps (résidente de la commune) et Jean Gabin (attaché à Mériel)[réf. nécessaire].
Resté un hameau dépendant d'Auvers-sur-Oise durant 158 ans, elle est devenue une commune indépendante le 3 juillet 1948, la plus jeune de l'actuel Val-d'Oise. Butry a ainsi fait édifier en quelques années durant les années 1950 tous les bâtiments nécessaires à une commune : la mairie, les écoles, l'église, la salle des fêtes et la poste. Autrefois groupée à flanc de coteau, l'urbanisation a progressivement conquis la plaine alluviale de l'Oise. Des lotissements pavillonnaires ont été édifiés durant les années 1970, surtout grâce à la proximité de la gare qui a vu sa desserte améliorée avec l'électrification des lignes qui la desservent en 1969 et 1970. Depuis, Butry-sur-Oise demeure une petite commune à vocation résidentielle.

## Politique et administration
La commune est rattachée à l'unité urbaine de L'Isle-Adam.

### Rattachements administratifs et électoraux

#### Rattachements administratifs
Antérieurement à la loi du 10 juillet 1964, la commune faisait partie du département de Seine-et-Oise. La réorganisation de la région parisienne en 1964 fit que la commune appartient désormais au département du Val-d'Oise après un transfert administratif effectif au 1er janvier 1968.
Butry-sur-Oise faisait historiquement partie du canton de la Vallée-du-Sausseron. Dans le cadre du redécoupage cantonal de 2014 en France, cette circonscription administrative territoriale a disparu, et le canton n'est plus qu'une circonscription électorale.
Elle fait partie de la juridiction d’instance et de grande instance ainsi que de commerce de Pontoise,.

#### Rattachements électoraux
Pour les élections départementales, la commune fait partie depuis 2014 du canton de Saint-Ouen-l'Aumône.
Pour l'élection des députés, elle fait partie  de la première circonscription du Val-d'Oise.

### Intercommunalité
La commune était membre de la communauté de communes de la Vallée de l'Oise et des impressionnistes, créée le 25 novembre 2004.
Toutefois, dans le cadre de l'achèvement de la coopération intercommunale prévue par la loi de modernisation de l'action publique territoriale et d'affirmation des métropoles, cette intercommunalité a disparu en 2016 et la commune a intégré la communauté de communes Sausseron Impressionnistes,,.

### Liste des maires
| Période                                  | Période                       | Identité         | Étiquette | Qualité                                                                                 |
| ---------------------------------------- | ----------------------------- | ---------------- | --------- | --------------------------------------------------------------------------------------- |
| Les données manquantes sont à compléter. |                               |                  |           |                                                                                         |
| juin 1990                                | mars 2008                     | Philippe Legrand | DVD       |                                                                                         |
| mars 2008                                | mars 2014                     | Jacques Derue    |           | Vice-président de la CC de la Vallée de l'Oise et des impressionnistes                  |
| mars 2014                                | mai 2020                      | Daniel Desfoux   | DVG       | Commercial                                                                              |
| mai 2020                                 | En cours (au 11 juillet 2020) | Claude Noël      | SE        | Chef d'entreprise retraité Vice-président de la CC Sausseron Impressionnistes (2020 → ) |

## Population et société

### Démographie
L'évolution du nombre d'habitants est connue à travers les recensements de la population effectués dans la commune depuis 1954. Pour les communes de moins de 10 000 habitants, une enquête de recensement portant sur toute la population est réalisée tous les cinq ans, les populations de référence des années intermédiaires étant quant à elles estimées par interpolation ou extrapolation. Pour la commune, le premier recensement exhaustif entrant dans le cadre du nouveau dispositif a été réalisé en 2006.

En 2022, la commune comptait 2 242 habitants, en évolution de −1,02 % par rapport à 2016 (Val-d'Oise : +4 %, France hors Mayotte : +2,11 %).
| 1954 | 1962 | 1968 | 1975 | 1982  | 1990  | 1999  | 2006  | 2011  |
| ---- | ---- | ---- | ---- | ----- | ----- | ----- | ----- | ----- |
| 784  | 818  | 883  | 997  | 1 646 | 1 878 | 1 969 | 1 987 | 2 057 |

| 2016  | 2021  | 2022  | - | - | - | - | - | - |
| ----- | ----- | ----- | - | - | - | - | - | - |
| 2 265 | 2 254 | 2 242 | - | - | - | - | - | - |

## Culture locale et patrimoine

### Lieux et monuments
On peut notamment signaler :
- le musée des tramways à vapeur et des chemins de fer secondaires français (MTVS), place de la Gare[29].

Ce musée initié et entretenu par des bénévoles abrite la collection la plus importante de France sur le thème des chemins de fer secondaires à voie métrique. Elle se compose notamment de dix locomotives à vapeur, trois locotracteurs, trois autorails, vingt-sept voitures voyageurs dont onze restaurées, vingt-huit wagons de marchandises et quatre fourgons. L'essentiel de ce matériel est plus que centenaire, et trente-sept véhicules sont classés ou inscrits comme monuments historiques au titre des objets. Les pièces les plus intéressantes sont exposées dans la halle de quatre voies, qui comporte également une salle d'exposition.
À l'arrière, l'ancien dépôt de la ligne de Valmondois à Marines fermée en 1951 a été restauré et sert de nouveau à la restauration et à l'entretien du matériel. Une courte ligne de démonstration a par ailleurs été reconstruites partir de 1985, sur l'ancien tracé de cette ligne. Les trains y circulaient le premier et le troisième dimanche de chaque mois de début mai à début octobre. Depuis 2017, la ligne a de nouveau disparu, déposée et remplacée par une voie verte. Le Musée reste ouvert pour les groupes et lors des journées européennes du patrimoine ;
- l’église du Cœur immaculé de Marie, rue de la Division-Leclerc.

Édifiée en 1959, elle possède un chemin de croix, œuvre du graveur Albert Decaris, une Vierge à l'enfant de la fin du XVe siècle ou/et du début du XVIe siècle et une mosaïque de chœur réalisée par l'artiste hollandais J.-B. Sleper ;
- le pont ferroviaire sur l'Oise.

Il est édifié en métal en 1877 pour permettre à la ligne d'Ermont - Eaubonne à Valmondois de franchir la rivière. L'ouvrage est détruit en juin 1940 par le Génie français afin de ralentir l'avancée des troupes allemandes, puis reconstruit sous l'Occupation par l'armée allemande en raison de sa valeur stratégique. Pendant les combats de la Libération de la France, les forces alliées veulent le détruire de nouveau sans y parvenir, et ce seront finalement les troupes allemandes en retraite qui le font sauter une deuxième fois ;
- l’hostellerie du Moulin-à-Vent, 13 rue des Rayons.

C'est l'un des plus célèbres hôtels des rives de l'Oise à la fin du XIXe siècle. Pastiche de château fort médiéval en 1845, dans un style troubadour très en vogue à l'époque, il accueillit à la Belle Époque de grands noms de la haute société, baigneurs, canoteurs, venant profiter aux beaux jours de « Butry-Plage ». Une éolienne fournissait de l'eau à l'édifice et alimentait les cascades et étangs des jardins. Le bâtiment est toujours visible aujourd'hui depuis la promenade des berges de l'Oise ;
- la croix de Butry, rue de Parmain.

Donnée par le propriétaire du château M. Badeuil, cette croix est érigée en 1868 au croisement de plusieurs voies. La croix proprement dite est en fonte et caractéristique de la production en série de l'époque, ajourée et avec une riche ornementation sur la base de motifs végétaux. Le socle octogonal repose sur un soubassement de trois degrés ;
- le château d'eau, rue de la Division-Leclerc.

Visible depuis le sentier qui suit les anciennes voies de chemin de fer, il date de la fin du XIXe siècle et se distingue par son élégance, avec un rez-de-chaussée carré en pierre de taille avec des chaînages d'angle, et un premier étage rond entouré d'un balcon, orné de bandeaux horizontaux de briques rouges. En haut, le réservoir métallique se situe à l'air libre. Ce château d'eau servait à alimenter la maison de maître de style Empire appelée château de Butry ;
- le club d'aviron, 63 rue des Îles.

Face au château de Stors, la maison du club d'activités nautiques de 1949 offre ses services sur l'Oise. Le club est cependant plus ancien que la commune, où le canotage et la natation se pratiquent de bien plus longue date.

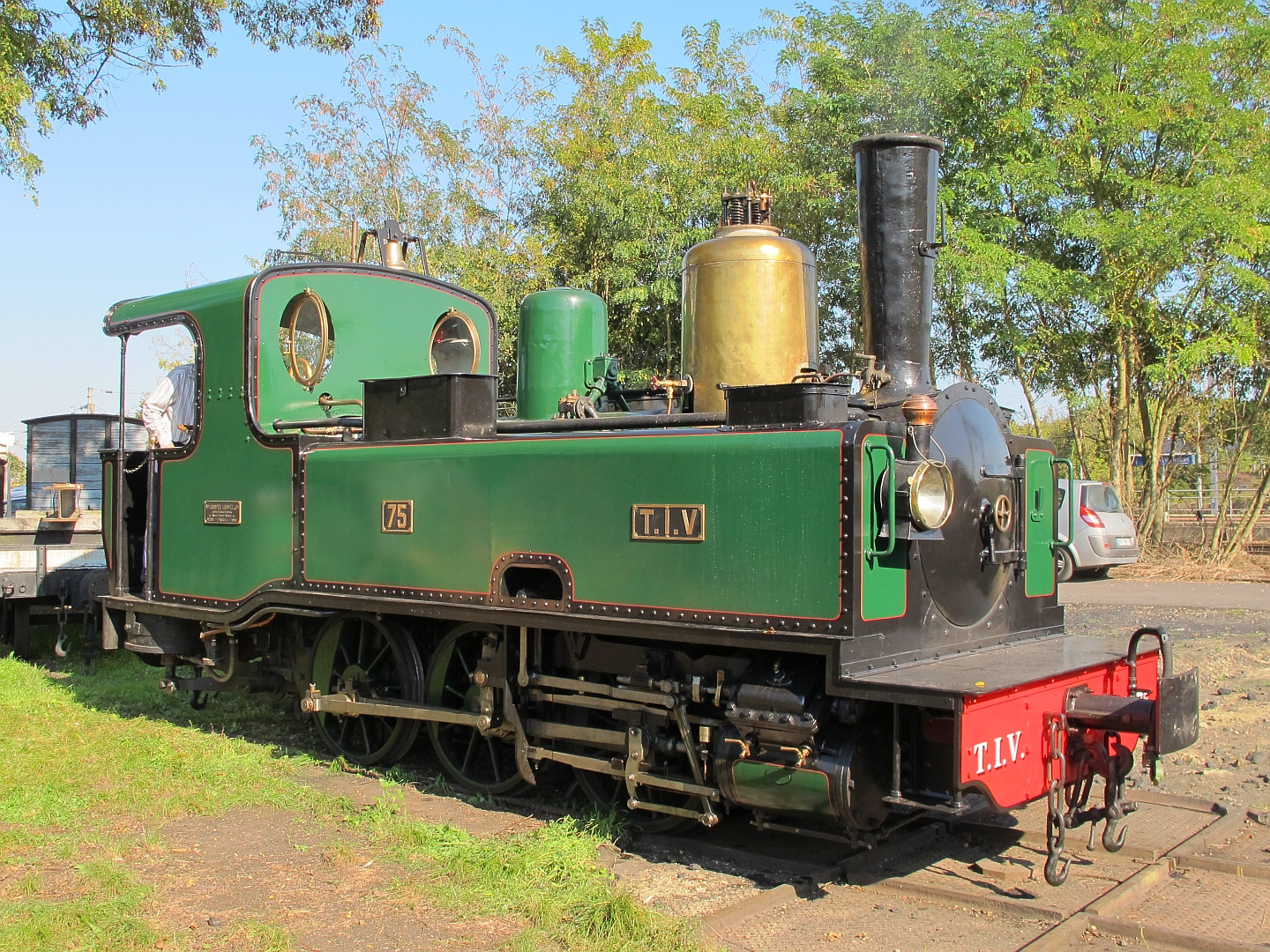
La 030T Corpet no 75, l'une des pièces-phare des collections du MTVS.
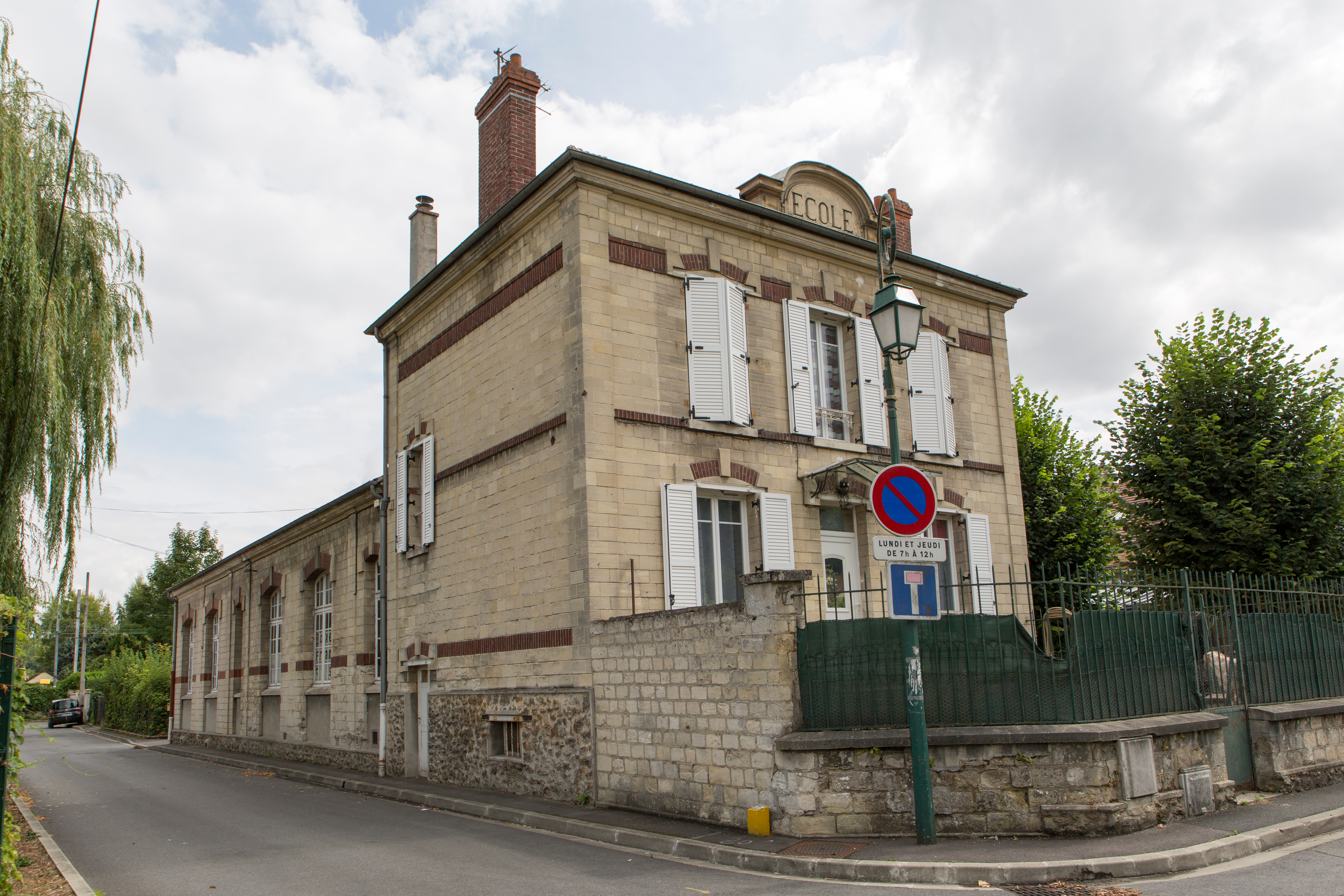
L'école.
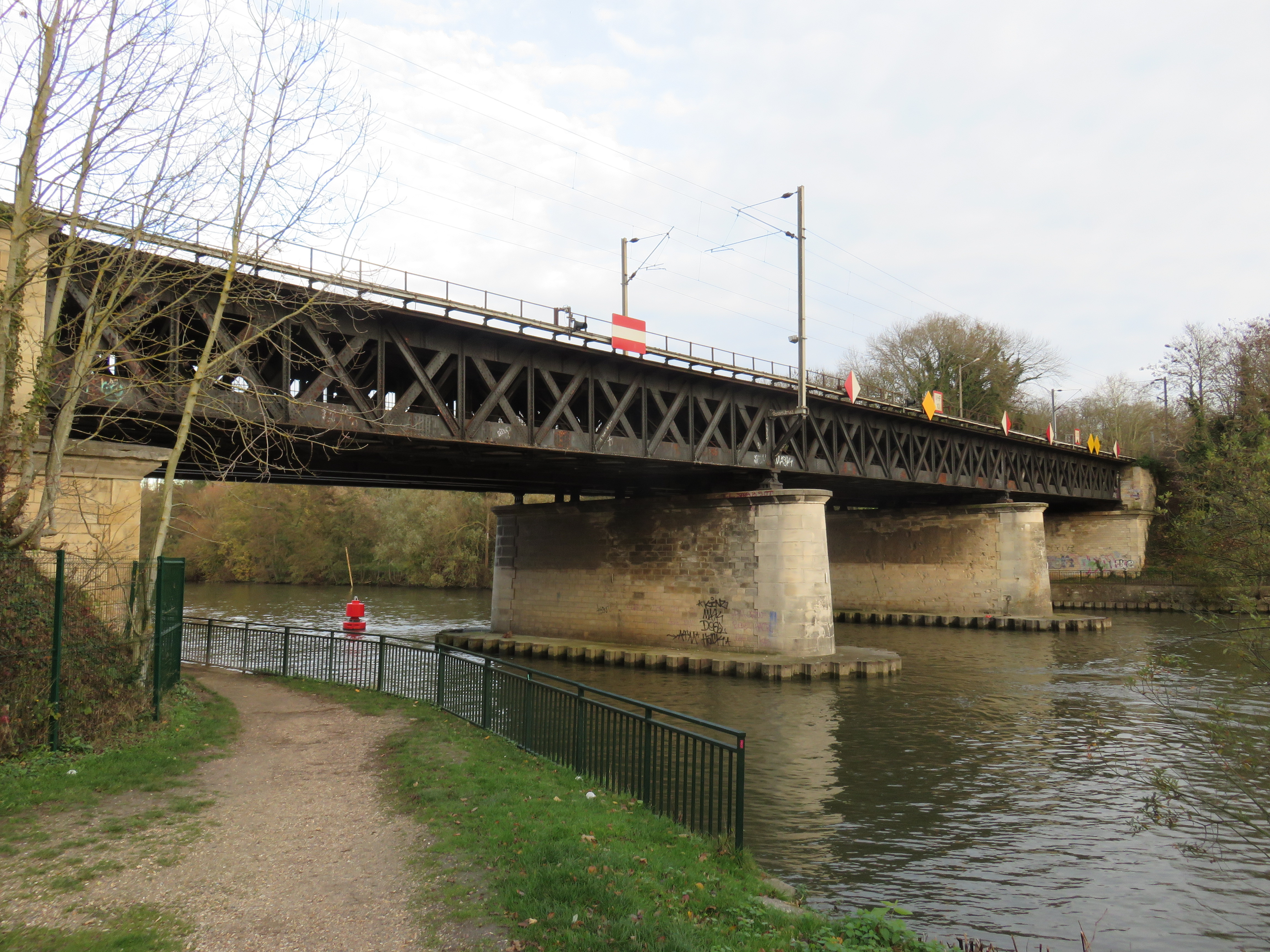
Le pont de Butry.
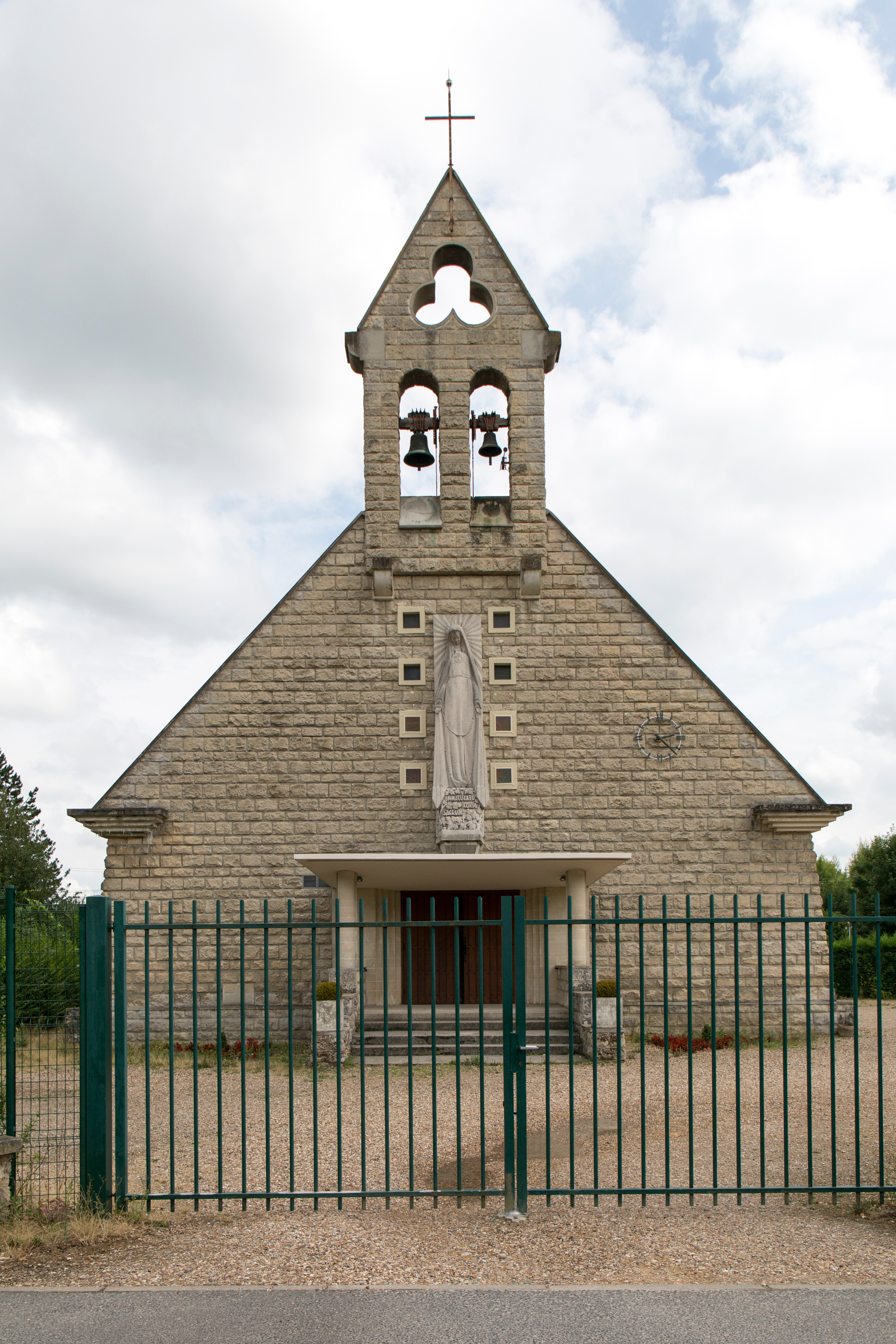
Église du Cœur-Immaculé-de-Marie.
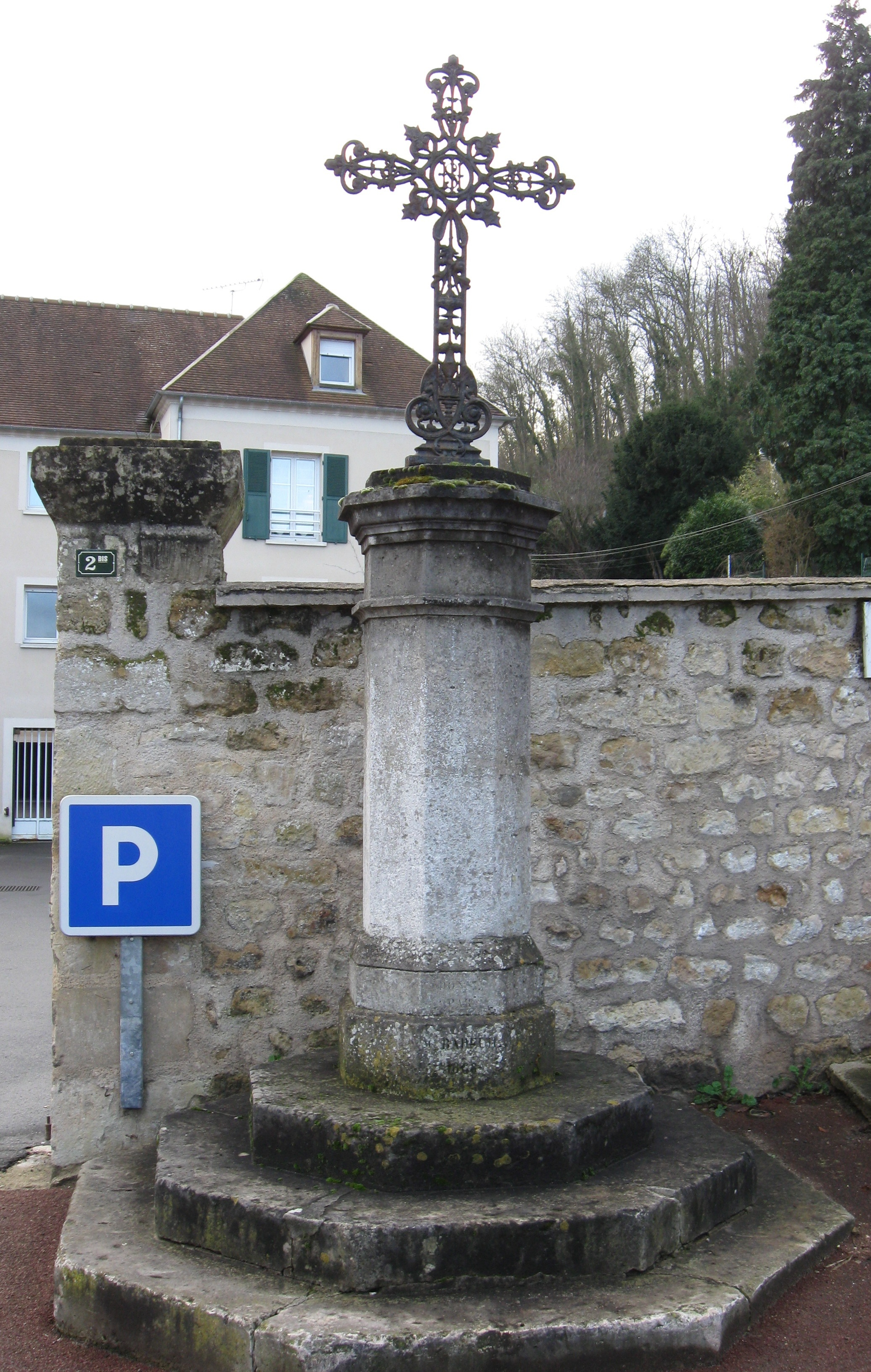
Croix de Butry.
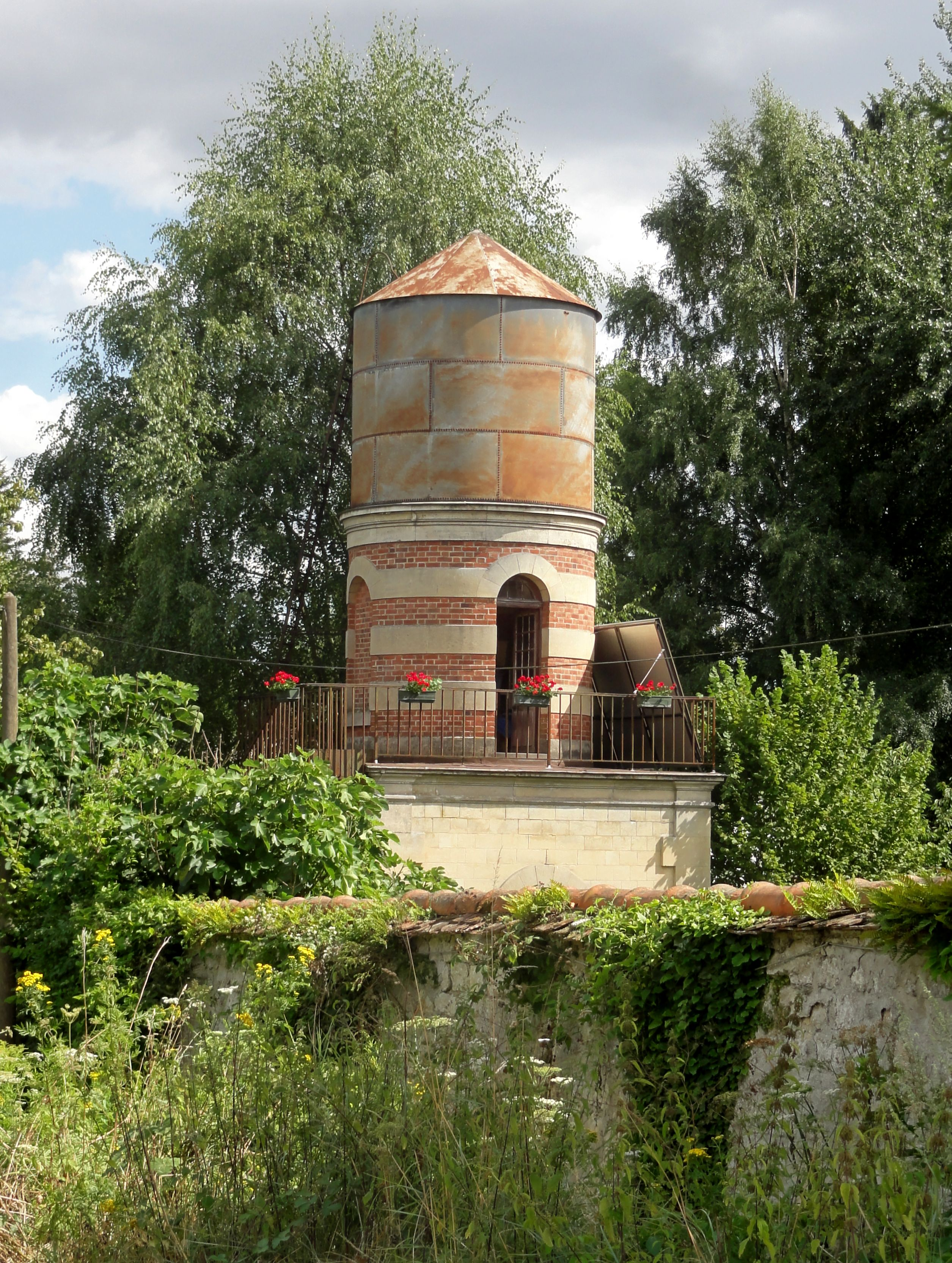
Château d'eau.

### Personnalités liées à la commune
- Guillaume Edinger (1850-1926), éditeur français, avait sa résidence de campagne à Butry.
- Aristide Bruant (1851-1925), chansonnier et écrivain français, habita la commune.
- Arthur Bernède (1871-1937), écrivain et romancier populaire français, habita également Butry.
- Robert de Flers (1872-1927), et autres fameux clients réguliers de l'auberge du Brochet d'Oise, ont fréquenté les guinguettes de Butry.
- Yvonne Printemps (1894-1977), soprano lyrique et actrice dramatique française, y résida dans sa jeunesse et y revint par la suite régulièrement.
- Dominique Marcas (1920-2022), actrice française, a résidé rue de Parmain à Butry.

### Butry-sur-Oise dans les arts et la culture

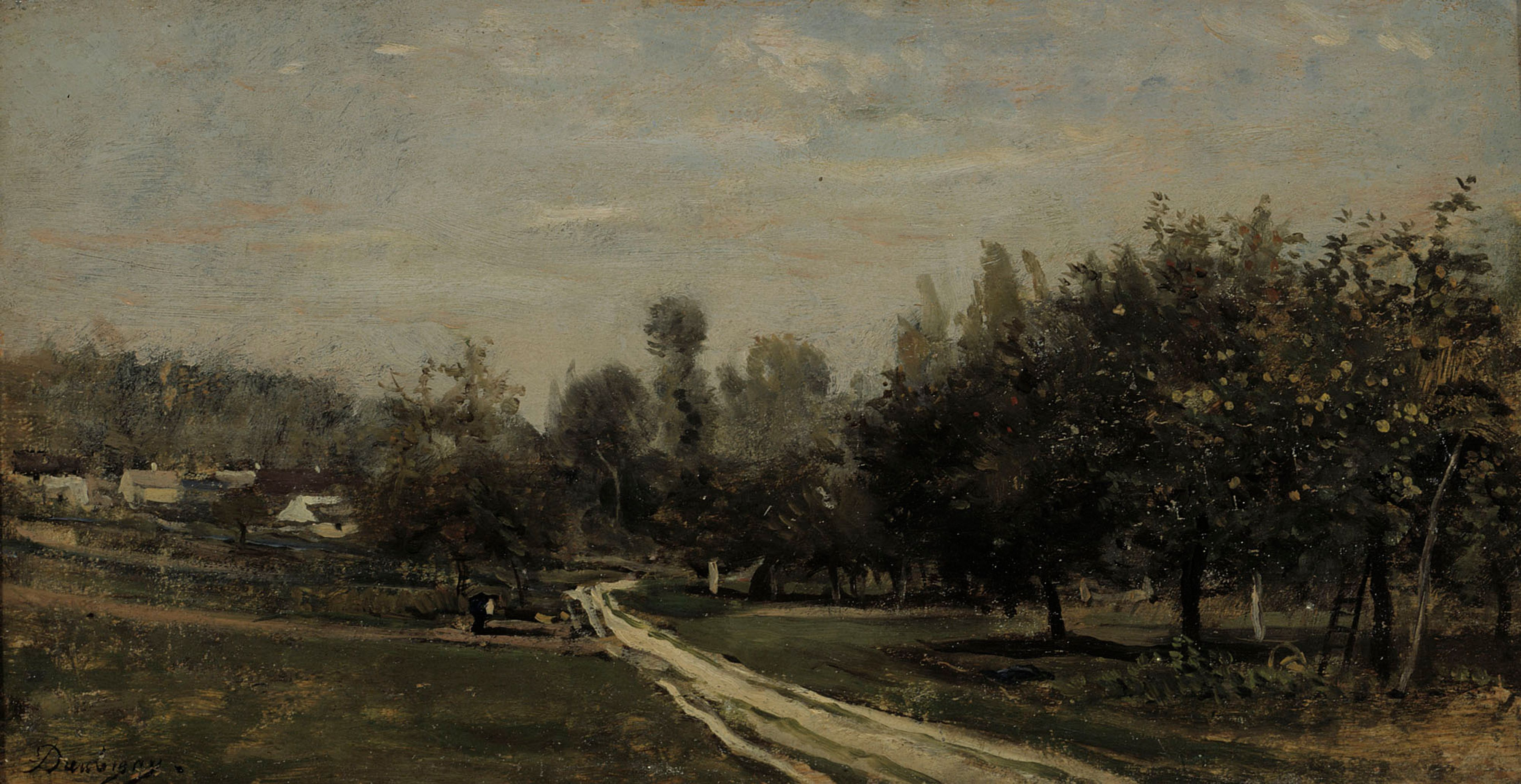
Charles-François Daubigny : Butry-sur-Oise, Coll.
Galerie nationale de Finlande.

### Héraldique
| Blason de Butry-sur-Oise | Blason  | D’azur à la crosse et à l’épée d’argent passées en sautoir, chargées d’une cloche d’or bataillée d’argent, accompagnées de trois fleurs de lys aussi d’or, deux aux flancs et une en pointe ; à la champagne ondée d’argent chargée d’un brochet de sable. Écu timbré de la couronne murale d'or, soutenu par deux gerbes de blé d'or liées d'azur en point |
| Blason de Butry-sur-Oise | Détails | |